# Semana Santa en Villaviciosa
La Semana Santa en Villaviciosa es una de las principales celebraciones culturales, religiosas y turísticas del concejo asturiano de Villaviciosa. Tiene sus orígenes en el siglo XVII, concretamente en el año 1668, siendo una de las celebraciones de Semana Santa más antiguas de Asturias. Además, está considerada una Fiesta de Interés Turístico Regional. 
En 1668, dos frailes dominicos de Oviedo fundan en Villaviciosa la Cofradía del Santo Nombre de Jesús Nazareno para organizar los actos de la Semana Santa en la capital maliayesa. Esta Cofradía organiza las celebraciones religiosas desde entonces y cuenta actualmente con 1800 cofrades. 
Se tratan de unos actos muy solemnes y sobrias, que acogen a muchas personas tanto del concejo como de Asturias. Sus procesiones se suceden entre el Domingo de Ramos hasta el Domingo de Pascua. En total hay siete procesiones, siendo las más importantes las del Miércoles y Viernes Santo, las cuales recorren el casco antiguo de Villaviciosa. En 2006 se inauguró en la villa el Museo de la Semana Santa, en el que están expuestas las principales imágenes que recorren en la Semana Santa de Villaviciosa.

## Cofradía

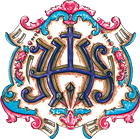
Logo de la cofradía del Santo Nombre de Jesús Nazareno

En Villaviciosa se encuentra únicamente la Cofradía del Santo Nombre de Jesús. Data de 1668, cuando los frailes dominicos ovetenses Luis de Llano y Sebastián de Romero. En 1696 ya hay constancia de procesiones en la villa. Poco a poco se fueron añadiendo nuevas imágenes de culto que procesionaban las calles maliayesas. Durante la Guerra Civil, la cofradía perdió numerosas imágenes, aunque en los años 40 se incorporaron otras nuevas.
Entre las imágenes que recorren las procesiones en Villaviciosa encontramos obras de Julio Beobide o de Enrique Galarza: Nazareno, Dolorosa, San Juan, Verónica, Flagelación, Coronación de Espinas, Dolorosa...

## Actos y procesiones
| Día               | Acto/Procesión                                |
| ----------------- | --------------------------------------------- |
| Domingo de Ramos  | Bendición de ramos y procesión                |
| Lunes Santo       |                                               |
| Martes Santo      | Procesión del Silencio                        |
| Miércoles Santo   | Procesión del Encuentro                       |
| Jueves Santo      | Procesión del Calvario                        |
| Viernes Santo     | El Desenclavo y procesión del Santo Encuentro |
| Sábado Santo      | Procesión de la Soledad                       |
| Domingo de Pascua | Procesión del Resucitado con María            |